# Evening Star (album)
Pour les articles homonymes, voir The Evening Star.
Albums par Brian Eno
Discreet Music
(1975) Before and After Science
(1977)
Albums par Robert Fripp
(No Pussyfooting)
(1973) Exposure
(1979)
Evening Star est un album issu d'une collaboration entre Brian Eno et Robert Fripp, sorti en 1975. Il s'agit de leur  deuxième collaboration ensemble après leur premier album No Pussyfooting sorti en 1973. Sa pochette est un tableau de Peter Schmidt.

## Contexte et enregistrement
L'enregistrement de cet album et la précédente tournée européenne de sept spectacles de Fripp et Eno ont marqué la première sortie du guitariste après la dissolution du groupe King Crimson et sa dernière avant de se retirer temporairement de la musique (à l'époque considérée comme permanente) pour étudier à l'Académie internationale pour l'éducation continue en Maison Sherborne.

## Contenu
AllMusic a décrit Evening Star comme « une affaire moins dure et plus variée, plus proche de l'idée alors en développement d'Eno de la musique ambiante que ce qui s'était passé auparavant dans (No Pussyfooting) ». Les trois premiers morceaux sont des textures sereines et douces de guitare en boucle jouées par Fripp et accentuées par des traitements, un synthétiseur et un piano par Eno. La piste quatre, "Wind on Wind", est un court extrait du projet solo d'Eno Discreet Music, sorti une semaine après Evening Star. Ce n'est pas une duplication exacte de cette version, étant mixée légèrement différemment. Eno avait initialement prévu que Fripp utilise le matériel qui est devenu Discreet Music comme bande d'accompagnement pour jouer dans des performances live improvisées.
La seconde moitié de l'album est un morceau de musique drone de vingt-huit minutes intitulé "An Index of Metals", dans lequel les notes de guitare sont accumulées en boucle, la distorsion augmentant au fur et à mesure que la piste progresse.

## Titres

### Face 1
1. Wind on Water (Eno, Fripp) – 5:30
2. Evening Star (Eno, Fripp) – 7:48
3. Evensong (Eno, Fripp) – 2:53
4. Wind on Wind (Eno) – 2:56

### Face 2
1. An Index of Metals (Eno, Fripp) – 28:36

## Personnel
- Robert Fripp – guitare
- Brian Eno – bandes sonores, synthétiseurs, piano
- Peter Schmidt – peinture de la jaquette